# 吉萨车站
吉萨车站（阿拉伯语：‎）是位於埃及吉萨省吉萨的铁路车站，由埃及國家鐵路管轄。吉萨金字塔景区距离该站约9公里。
- 吉薩車站月台
- 站名牌